# Achrosis purpurascens
Sabaria purpurascens là một loài bướm đêm trong họ Geometridae.